# Els picapedrers
Els picapedrers és un quadre realista pintat el 1849 per Gustave Courbet. Feia 165 cm x 257 cm i representava dos picapedrers a la vora de la carretera. Fou destruït el febrer de 1945, juntament amb altres 154 quadres, quan el camió que traslladava les obres al castell de Königstein, a prop de Dresden, fou bombardejat per les forces aliades.

## Descripció
Dos hòmens, representats a grandària natural, destaquen contra un turó fosc. Amb robes esparracades i cossos esqueixats, ignoren l'espectador, absorts en la faena. Apareixen en primer pla, a l'esquerra, un xic d'esquena sostenint una pesada cistella plena de pedres esmicolades, mentre a la dreta un home gran agenollat, de perfil, continua picant amb un martell: té el rostre en ombra sota el barret; en segon pla a l'esquerra, hi ha un cistell de vímet amb terra, una aixada entre les dues figures i a la dreta una olla, un cullerot i un tros de pa negre sobre una alforja.
Aborda una escena quotidiana, per tal de palesar el dur treball que patien els ciutadans pobres. Per això Gustave Courbet no en mostra els rostres, perquè representen "totes les persones" i no individus específics, tot i que, alhora, les peces estan una mica individualitzades, en ser preses del natural.
La gran signatura taronja és a la part inferior esquerra.

## Història
La pintura fou realitzada el 1849 i era una de les tres obres presentades per Courbet al Saló del 1850-1851 (a més de Paisans de Flagey tornant de la fira i Enterrament a Ornans).

Courbet explica, en una carta del 26 de novembre del 1849 al Sr. i Sra. Wey, que s'havia trobat amb aquests obrers a la vora de la carretera: «Havia agafat el nostre cotxe, anava cap al castell de Saint-Denis a pintar un paisatge; […] em detinc a mirar dos hòmens trencant pedres en el camí. És estrany trobar l'expressió més completa de la misèria, així que immediatament em vingué una imatge. Els vaig citar al meu estudi per a l'endemà, i en vaig fer la pintura." Els dos picapedrers van acordar posar per al pintor.Courbet presenta així la pintura:
| «                                                                  | És una pintura sobre picapedrers amb dos personatges molt lamentables; l'un és un ancià, una vella màquina endurida pel treball i l'edat; el cap moré i cobert amb un barret de palla negra, amb pols i pluja. Té els braços elàstics coberts amb una camisa de lli bast; i al jupetí de ratlles vermelles, duu una caixa de rapé de banya amb vora de coure; té els genolls recolzats en un munt de palla, els pantalons de sarja se li plantarien en peus sols, les seues calces gastades blaves mostren els talons en socs clivellats. Qui és al seu darrere és un xic d'uns quinze anys tinyós; unes pelleringues de lli brut li valen de camisa i mostren els seus braços i costats, duu els pantalons premuts per una tira de cuir, i als peus les sabates velles del pare que durant molt de temps s'han rist de maneres diverses. | » |
| — Carta de Courbet a Jules Champfleury, Ornans, primavera del 1850 | |   |

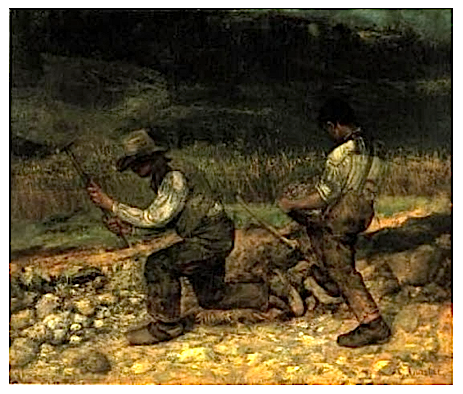
Els picapedrers (1849), oli sobre tela, 56 × 65, Museu Oskar Reinhart, Winterthur, Suïssa

Es va exhibir per primera volta al Saló del 1850-1851. Després, durant l'Exposició de Courbet del 1867, i més tard la va comprar Laurent-Richard, que la va revendre el 1871 al Sr. Binand. El 1909, després de la seua mort, la va adquirir la Gemäldegalerie Alte Meister de Dresden (Alemanya): el llenç fou destruït durant el bombardeig de la ciutat al febrer del 1945, juntament amb altres 154 llenços, durant el transport amb camió a la Fortalesa de Königstein.
Se'n conserven dos esbossos preparatoris o variants, a l'oli. El primer, de 65 x 66 cm, presenta els dos treballadors mirant cap a l'esquerra i està signat a baix a la dreta; es mostra al Museu Oskar Reinhart de Winterthur, a Suïssa. El segon, de 45 x 54,5 cm, presenta només un picapedrer, l'ancià del barret, i està signat a baix a la dreta (col·lecció particular). També n'hi ha un dibuix a llapis del xic (Museu Ashmolean).

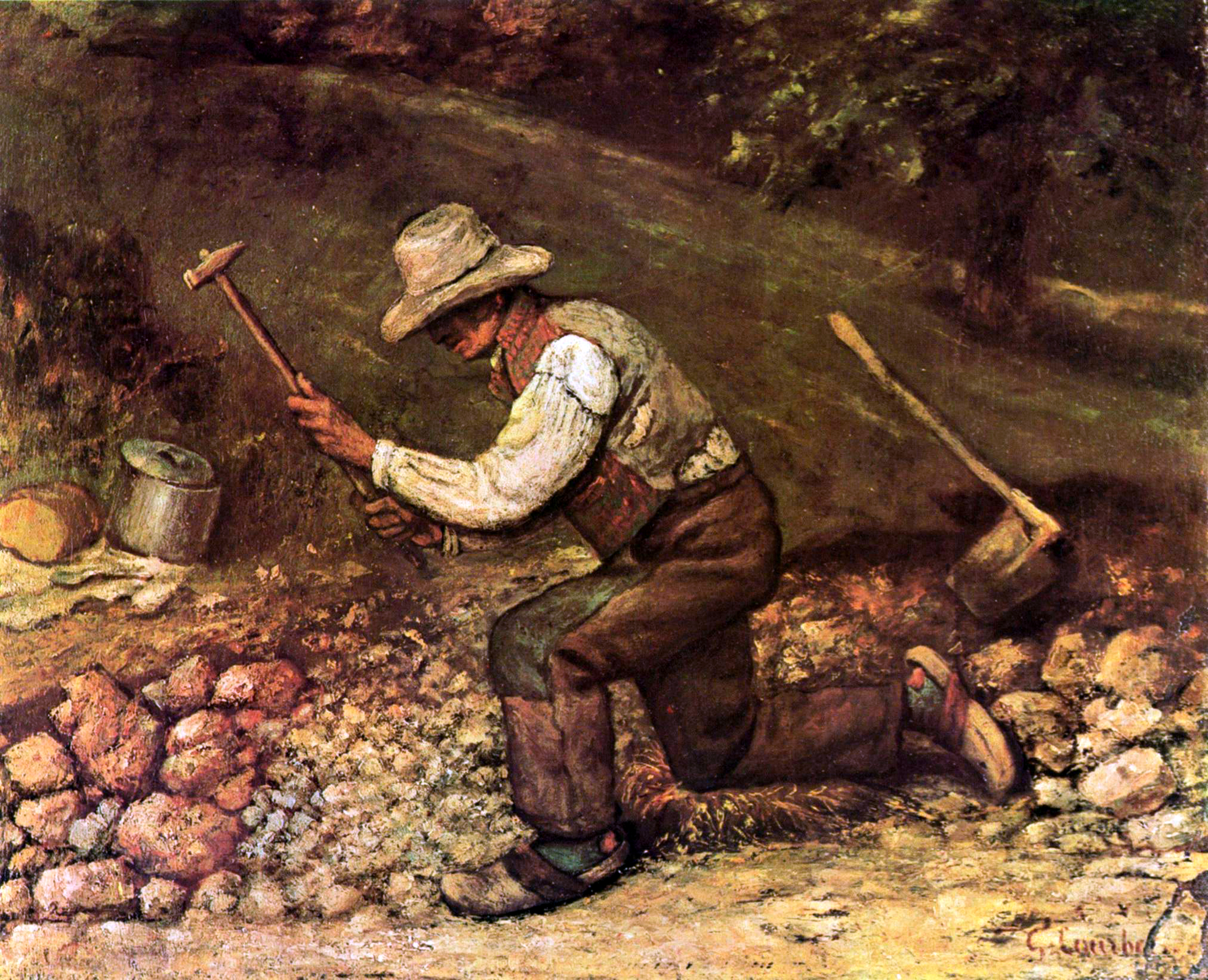
El picapedrer (1849), oli sobre tela, 45,5 × 54,5 cm, Milà, col·lecció particular

## Context
Els picapedres es considera tradicionalment una de les obres fundadores del realisme pictòric. El pintor representa la realitat tal com la veu. Aquesta, però, no és la primera vegada que Courbet pinta un humil treballador: Le cheminot, que data dels anys 1845-1846, és un llenç poc conegut exposat al Museu de Belles Arts de Dole. Representar els treballadors en situació de treball, sense artificis ni idealització, altres pintors ho van fer en aqueix moment, en concret Carl Geyling (1814-1880). Ací el que canvia radicalment és el tractament de la imatge amb l'enquadrament proper als cossos, la grandària del format, respectant les proporcions a escala, la paleta de colors (terra, gris, arena, etc.).
«Els picapedrers […] clamen amb els seus parracs venjança contra l'art i la societat», digué d'aquest llenç Émile Zola (1865).
«Aquest quadre tenyit de gris, amb els seus dos hòmens de mans calloses, els colls socarrats, era com un espill en què es reflectia la vida avorrida i dolorosa dels pobres» (Jules Vallès, 1866).

## Connexions
René Char escrigué un poema sobre el quadre, al 1937, en la seva col·lecció Dehors la nuit est gouvernée: “Courbet: Els picapedrers».